# ارتباط موازی

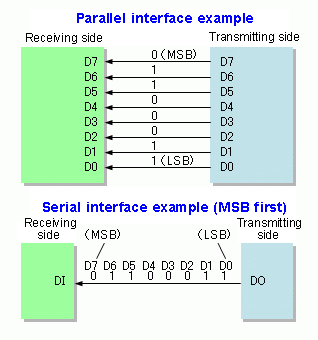
ارتباط موازی در مقایسه با ارتباط سری یا سریال

در مبحث انتقال داده‌ها، ارتباط موازی روش انتقال چند رقم دودویی (بیت) به‌طور همزمان است. این ارتباط با ارتباطات سریال تفاوت دارد که تنها یک بیت را در واحد زمان انتقال می‌دهد؛ این تمایز یکی از راه‌های توصیف پیوندهای ارتباطی است.
تفاوت اصلی بین کانال مخابراتی ارتباط موازی و سریال در تعداد رساناهای الکتریکی است که در لایه فیزیکی برای انتقال بیت استفاده می‌شود. ارتباط موازی به این معنی است که بیش از یک رسانا به کار رفته‌است. به عنوان مثال، یک کانال ارتباط موازی ۸ بیتی به‌طور همزمان ۸ بیت (یا یک بایت) را انتقال می‌دهد، در حالی که یک کانال ارتباط سریال این بیت‌ها را به صورت پیوسته، یک بیت-یک بیت در واحد زمان انتقال می‌دهد. اگر هر دو کانال در یک سرعت ریزپردازنده کار کنند، کانال ارتباط موازی ۸ برابر سریع‌تر خواهد بود. یک کانال ارتباط موازی ممکن است دارای رساناهای اضافی برای سایر سیگنال‌ها باشد، مانند یک سیگنال ساعت برای سرعت جریان داده، یک سیگنال جهت کنترل جریان داده‌ها و سیگنالی برای سیگنال‌های دست‌دهی.
ارتباط موازی همیشه به‌طور گسترده‌ای در مدارهای مجتمع، در باس‌های دستگاه جانبی و در تجهیزات حافظه‌ای مانند رم استفاده می‌شود. از سوی دیگر، باس‌های سامانه رایانه‌ای در طول زمان تکامل یافته‌اند: ارتباط موازی معمولاً در باس‌های سامانه‌های رایانه‌ای ابتدایی (نسل پیشین) استفاده می‌شده، در حالی که ارتباطات سریال در رایانه‌های مدرن رایج است.